# AS Gualdo Calcio
Associazione Sportiva Gualdo Calcio byl italský fotbalový klub sídlící ve městě Gualdo Tadino. Klub byl založen v roce 1920 jako Società Sportiva Gualdo, zanikl v roce 2013 sloučením s ASD Casacastalda do AS Gualdo Casacastalda.

## Umístění v jednotlivých sezonách
| Sezóny  | Liga              | Úroveň | Z  | V  | R  | P  | VG | OG | +/- | B  | Pozice |
| ------- | ----------------- | ------ | -- | -- | -- | -- | -- | -- | --- | -- | ------ |
| 2008/09 | Eccellenza Umbria | 6      | 34 | 11 | 11 | 12 | 38 | 37 | +1  | 44 | 11.    |
| 2009/10 | Eccellenza Umbria | 6      | 34 | 11 | 13 | 10 | 43 | 40 | +3  | 46 | 9.     |
| 2010/11 | Eccellenza Umbria | 6      | 30 | 10 | 13 | 7  | 36 | 33 | +3  | 43 | 5.     |
| 2011/12 | Eccellenza Umbria | 6      | 30 | 13 | 8  | 9  | 34 | 27 | +7  | 47 | 5.     |
| 2012/13 | Eccellenza Umbria | 6      | 30 | 9  | 14 | 7  | 46 | 31 | +15 | 41 | 8.     |